# Franzeluța (film)
Franzeluța (în poloneză Bułeczka) este film pentru copii polonez din 1973, regizat de Anna Sokołowska⁠(d) după un scenariu inspirat din romanul Bułeczka⁠(d) (1957) al Jadwigăi Korczakowska⁠(d).

## Rezumat
Bronia, o fetiță orfană de opt ani, poreclită „Franzeluța” („Bułeczka”) din cauza obrajilor ei dolofani, vine să locuiască cu familia unchiului ei din orașul Wrocław după ce fusese crescută anterior în mediul rural de bunica ei și de alte rude îndepărtate. Traiul într-un oraș mare se dovedește la început destul de dificil pentru mica Bronia. Datorită stângăciei sale în contactul cu viața urbană, „Franzeluța” este acceptată cu reticență de verișoara ei, Wanda („Dziunia”), un copil răsfățat. Fetița nu-și pierde, însă, optimismul, iar bunătatea și cordialitatea ei înving rapid prejudecățile menajerei care o înlocuiește pe mama Dziuniei, plecată să lucreze într-un alt oraș.
În perioada următoare Dziunia și prietenul ei, Karol, o persecută pe „Franzeluța”, necăjind-o brutal. Cu toate acestea, „Franzeluța” are grijă cu dăruire de verișoara ei, atunci când aceasta din urmă se îmbolnăvește. Comportamentul răutăcios al lui Karol, care înlocuiește corespondența „Franzeluței” cu rudele ei din mediul rural cu scrisori mincinoase, o face pe fetiță să fugă disperată la țară, unde medicul veterinar Mikołaj, pe care îl întâlnise în tren, reușește să clarifice neînțelegerea. În cele din urmă, „Franzeluța” se întoarce în casa unchiului ei, unde începuse deja să fie iubită.

## Distribuție
- Katarzyna Dąbrowska — Bronia „Franzeluța” („Bułeczka”), o fetiță orfană de 8 ani venită de la țară
- Dorota Orkiszewska — Wanda „Dziunia” Marczak, verișoara „Franzeluței”
- Jacek Bohdanowicz — Karol Szulc, prietenul „Dziuniei”
- Antonina Barczewska⁠(d) — Małgorzata, menajera familiei Marczak
- Barbara Wrzesińska⁠(d) — Krystyna Marczak, mama „Dziuniei”
- Leonard Pietraszak⁠(d) — Mikołaj, medicul veterinar de la țară
- Andrzej Żarnecki⁠(d) — inginerul Marczak, tatăl „Dziuniei”
- Teresa Lipowska⁠(d) — Szulcowa, mama lui Karol, vecina familiei Marczak
- Wirgiliusz Gryń⁠(d) — Adam Sitek, tutorele „Franzeluței” din satul Brzeziny
- Tomasz Zaliwski — Szulc, tatăl lui Karol, vecinul familiei Marczak
- Ludomir Olszewski
- Eliasz Kuziemski⁠(d) — profesorul
- Ferdynand Matysik⁠(d) — dentistul
- Halina Buyno-Łoza⁠(d) — doamna din compartimentul trenului (nemenționată)
- Lech Łotocki⁠(d) — pompierul (nemenționat)
- Irena Szymkiewicz — vânzătoarea (nemenționată)

## Producție
Franzeluța a fost realizat de compania Studio Filmowe Kadr. Scenariul filmului, scris de Jadwiga Korczakowska⁠(d), Anna Sokołowska⁠(d) și Jacek Korcelli, a fost inspirat din romanul Bułeczka⁠(d) (1957) al Jadwigăi Korczakowska. Filmările au avut loc în anul 1973 în mai multe locuri din orașul Wrocław, printre care gara centrală Wrocław Świebodzki⁠(d). S-a filmat pe peliculă color: lungimea peliculei este de 2400 de metri, iar durata filmului este de 81 de minute.

## Premii
Filmul a fost distins cu mai multe premii:
- Statueta de Aur la Festivalul Internațional de Film pentru Copii de la Teheran (1974);
- Diploma juriului copiilor la Festivalul Internațional de Film pentru Copii de la Teheran (1974);
- Premiul Prim-Ministrului pentru creații literar-artistice dedicate copiilor (1975);
- Premiul Poznań Koziołki pentru cel mai bun film la Festivalul Internațional de Film pentru Copii șiTineret „Ale Kino!” de la Poznań (1975);
- Diploma de onoare la Festivalul Internațional de Film pentru Copii de la Ciudad de México (1978).[1]